# Die Friseuse
Die Friseuse ist eine deutsche Filmkomödie der Regisseurin Doris Dörrie aus dem Jahr 2010. Der Spielfilm beruht auf einem Drehbuch der Autorin Laila Stieler, die von der Berlinerin Kathleen Cieplik zu ihrer Geschichte inspiriert wurde, und erzählt von der arbeitslosen, aber optimistischen Friseurin Kathi König, gespielt von Gabriela Maria Schmeide, die sich nach der Trennung von ihrem Mann zurück in die Arbeitswelt kämpfen will, aufgrund ihrer Leibesfülle jedoch wiederholt Diskriminierung und Vorurteilen begegnet. Neben Schmeide traten unter anderem Natascha Lawiszus, Ill-Young Kim, Christina Große, Rolf Zacher und Maren Kroymann vor die Kamera.
Realisiert wurde Die Friseuse von der Collina Filmproduktion unter Leitung von Ulrich Limmer in Co-Produktion mit der Constantin Film. Die Dreharbeiten fanden von September bis November 2009 in Berlin sowie im polnischen Osinów Dolny statt. Der fertige Film feierte im Februar 2010 im Rahmen der Berlinale Uraufführung und startete am 18. Februar in den deutschen Kinos. Kritiken bewerteten die Sozialkomödie überwiegend positiv und hoben einvernehmlich Schmeides Spiel hervor. Mit über 600.000 Kinobesuchern avancierte Die Friseuse zum neunterfolgreichsten deutschen Film des Kinojahres 2010.

## Handlung
Die arbeitssuchende Friseuse Kathi König lebt nach der Trennung von ihrem Ehemann mit ihrer pubertierenden Tochter Julia in einer Plattenbausiedlung in Berlin-Marzahn. Ihre Jugendliebe, Ex-Mann Micha, hat inzwischen neu geheiratet und lebt mit seiner neuen Frau und der gemeinsamen Tochter weiterhin im ehemaligen Zuhause in Gräfenhainichen. Tochter Julia, die mit der Wohnsituation alles andere als zufrieden ist und von einem Austauschjahr in den USA träumt, gibt Mutter Kathi die Schuld am frühen Eheende. Als diese über das Jobcenter von einer offenen Stelle im modernen Friseursalon Krieger im Einkaufszentrum Eastgate Berlin erfährt, scheint sie nach einem telefonischen Kontakt mit der Arbeitgeberin die Stelle schon in der Tasche zu haben. Als sie jedoch im Laden erscheint, macht die Besitzerin ihr klar, dass sie aufgrund ihrer Fettleibigkeit „nicht ästhetisch“ ist und deshalb die Stelle nicht bekommt.
Kathi trifft die Zurückweisung schwer. Als sie am nächsten Morgen zum Salon Krieger zurückkehren und um den Job kämpfen will, macht sie eine Entdeckung: Die vietnamesischen Betreiber eines benachbarten Asia-Imbisses werden von der Polizei abgeführt und das Ladenlokal bis auf weiteres geschlossen. Sie entscheidet sich daraufhin, die Räumlichkeiten für einen eigenen Friseurbetrieb anzumieten. Die Leiterin des Einkaufcenters reagiert zunächst skeptisch auf die Idee, akzeptiert jedoch Kathis Bewerbung. Die Agentur für Arbeit als auch die Existenzgründerberatung raten Kathi hingegen von ihrer Idee ab. Um das für die Geschäftseröffnung benötigte Geld zu verdienen, zieht sie mit der ebenfalls arbeitslosen Silke als mobiles Friseurteam durch Seniorenheime, bis eine ihrer Kundinnen unter der Trockenhaube stirbt und die Schwarzarbeit auffliegt.
In ihrer Not entnimmt Kathi heimlich einen stattlichen Betrag aus der versteckten Spardose ihrer Tochter, um Miete und Kaution für den ersten Monat bezahlen zu können. Doch als sie ihr Einstiegsgeld einfordern will, streiken die Angestellten des Arbeitsamtes ausgerechnet. Daraufhin hilft Kathi dem Kleinkriminellen Joe, eine Gruppe von zwölf vietnamesischen Frauen und acht Männern aus Polen nach Deutschland einzuschleusen, die sie anschließend in ihrer Wohnung versteckt. Dabei kommen sich Kathi und der schlanke Tien, der in der DDR studiert und gut Deutsch beherrscht, näher. Die Annäherungsversuche des gut situierten, aber auch etwas korpulenten Klaus hatte sie zuvor abgewiesen. Ihren Friseurladen muss Kathi schließlich aufgrund behördlicher Auflagen und ihrer unerwarteten Erkrankung an Multipler Sklerose wieder schließen, bevor er richtig eröffnet ist. Sie erhält stattdessen eine Anstellung bei einem vietnamesischen Friseur.

## Hintergrund

### Idee und Drehbuch
Mit Die Friseuse verfilmte Doris Dörrie erstmals ein nicht von ihr selbst verfasstes Drehbuch. Vorbild für die Rolle der Kathi König war die Berliner Friseurin Kathleen Cieplik, auf deren Geschichten einige Szenen aus dem Film basieren. Autorin Laila Stieler hatte sie zuvor bei einem Friseurtermin in einem Salon in Prenzlauer Berg kennengelernt, den sie auf Anraten ihres Lebensgefährten, der Cieplik als „unglaubliche Frau“ bezeichnete, gemacht hatte. Stieler erkannte in Ciepliks Werdegang sofort den passenden Stoff für eine sozialkritische Komödie und heuerte für eine Woche in Ciepliks Salon an, um diese besser kennenzulernen. Kathi König war lediglich die Hauptfigur eines kurzen Treatments, als Dörrie Stieler in ihrer Funktion als Professorin an der Hochschule für Fernsehen und Film München bat, ein Seminar über den von ihr geschriebenen Film Die Polizistin (2000) abzuhalten. Als sie sich im Vorfeld über Stielers Idee zu Die Friseuse unterhielten, bot Dörrie an, die den Reiz in der „ostdeutschen Biografie“ sah, den Stoff zu verfilmen.
In etwa zur gleichen Zeit sichteten auch Schauspielerin Gabriela Maria Schmeide, mit der Stieler bereits Die Polizistin gedreht hatte, als auch Produzent Ulrich Limmer, Geschäftsführer der Collina Filmproduktion München, Stielers Treatment. Limmer versprach sofort, die Herstellung des Films zu übernehmen, worauf Stieler die Arbeit an einer Drehbuchfassung intensivierte. So recherchierte sie unter anderem bei der Bundesagentur für Arbeit, unter Existenzgründern, in Internetforen und bei der Polizei. Die erste Fassung wurde von Stieler Ende 2008 fertiggestellt. Schmeide, die Stieler bereits während der Drehbuchentwicklung für die Rolle der Kathi König ins Auge gefasst hatte, wurde im Herbst 2008 für die Hauptrolle angefragt und setzte sich beim Casting im April 2009 gegen 14 Mitbewerberinnen durch. Die Schauspielerin, die wie König in der ehemaligen DDR aufgewachsen war, bezeichnete die Rolle als „ein Geschenk für jede Schauspielerin“.

### Produktion

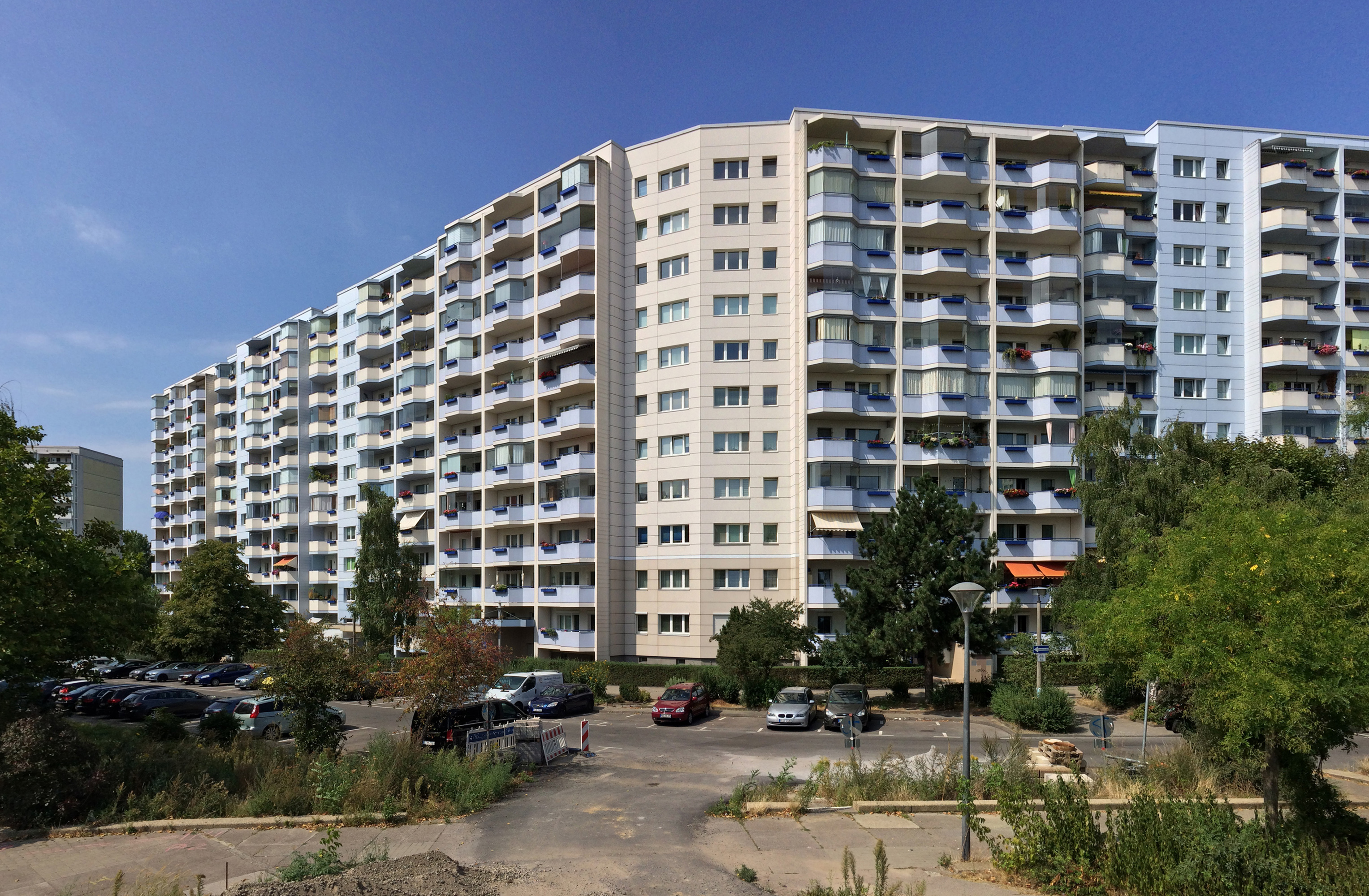
Das Gros von Die Friseuse entstand in einer Plattenbausiedlung in Berlin-Marzahn.

Die Dreharbeiten fanden vom 28. September bis 5. November 2009 in Berlin sowie im polnischen Osinów Dolny statt. In der Hauptstadt wurde vornehmlich im Ortsteil Marzahn gedreht. In einem elfgeschossigen Plattenbau standen während der Drehzeit zwei Wohnungen zur Verfügung, die Crew und Besetzung zum einen als Schauplatz für Kathis Wohnung und zum anderen als Garderobe, Maske und Aufenthaltsraum nutzten. Die Dreharbeiten in der genormten Plattenbauwohnung dauerten vom 11. bis 20. Oktober 2009 und wurden anschließend vor dem Eastgate Berlin, einem Einkaufszentrum am Marzahner Tor, fortgesetzt. Aufgrund des fehlenden Leerstandes, der für die Dreharbeiten benötigt wurde, konnte der Bau jedoch nur für Außenaufnahmen genutzt werden.
Szenen, die innerhalb des Eastgate spielen, entstanden während der regulären Öffnungszeiten an der Karl-Marx-Straße in den Neukölln Arcaden. Dörrie, die es bevorzugt, an Originalmotiven zu drehen, sah sich gezwungen, auf Kulissenbauer und Szenenbildner zu setzen. So musste der angemietete Geschäftsraum mehrfach umgebaut werden. Als drittes Hauptmotiv fungierte das Marzahner Pacific Center, wo vietnamesische Friseure, Köche und Kellnerinnen kurzerhand als Statisten engagiert wurden. Schmeide trug für den Film einen Fettanzug, um sie dicker aussehen zu lassen; daneben wurde bei einigen Szenen, in denen ihr Gesicht nicht zu sehen ist, auch ein Körperdouble eingesetzt. Um die Diskriminierung von Übergewichtigen am eigenen Leib zu erfahren, hatte Dörrie den Fettanzug auch einmal im normalen Alltag getestet, worauf sie Reaktionen wie „Aus dem Weg, fette Sau“ erlebte.

## Kritiken

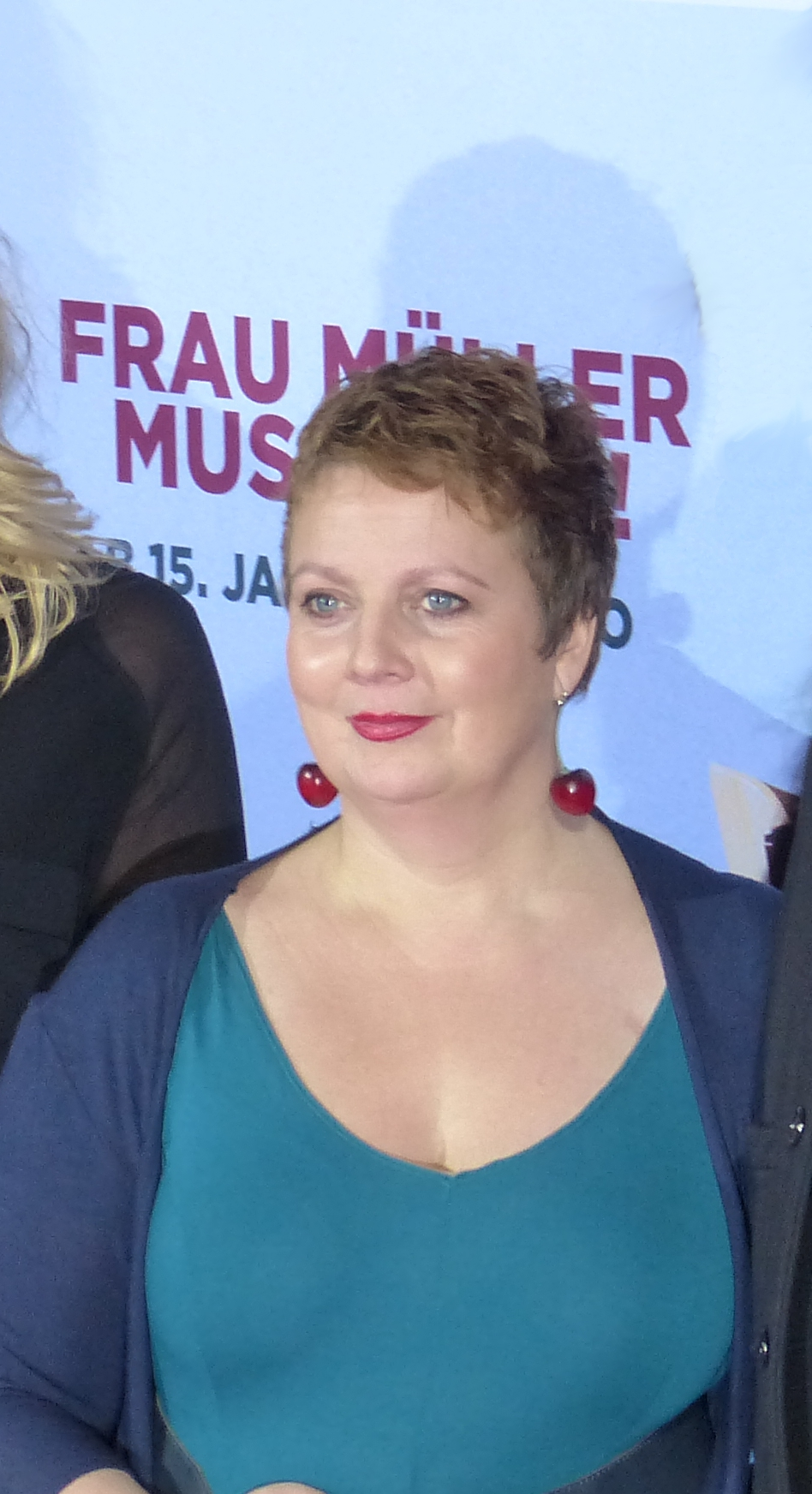
Gabriela Maria Schmeide erhielt ausnahmslos positive Kritiken für ihr Spiel.

taz-Redakteur Wilfried Hippen schrieb: „'Schaff ick!' ist das Credo von Kathi König, der Heldin dieses Films, in dem davon erzählt wird, wie sie sich auch durch die widrigsten Umstände nicht kleinkriegen lässt. […] Gabriela Maria Schmeide verkörpert sie mit soviel Wärme und Witz, dass diese im besten Sinne des Wortes merkwürdige Person einem auch lange nach dem Film nicht aus dem Sinn geht. […] Mit ihrer permanent guten Laune, die oft ans Manische grenzt, aber (zumindest vom sicheren Abstand des Kinosessels aus) nie auf die Nerven geht, ist sie eine Seelenverwandte der Poppy in Mike Leighs Happy-Go-Lucky, der wohl auch ein wenig als Modell für diese Komödie gedient hat“.
Simone Andrea Mayer befand in ihrer Rezension auf n-tv.de, dass die „Geschichte einerseits unterhaltsam und leicht“ sei. Man dürfe lachen. „Dann ist sie auch noch spannend, weil Kathis Leben eine einzige Aneinanderreihung unglücklicher Umstände zu sein scheint. Doch ist der Film in den richtigen Momenten nüchtern und langsam genug, um aufzuzeigen, wie demütigend die Gesellschaft mit Menschen umgeht, die nicht einem idealisierten Bild entsprechen. […] Die Regisseurin zeigt ihre Hauptfigur auch in schwachen Momenten. […] Das ist der Moment, an dem es "Klick" macht beim Zuschauer. Man will wie diese Frau sein: So fröhlich, so würdevoll und vor allem so stark“.
Abini Zöllner von der Berliner Zeitung bezeichnete Die Friseuse als „gelungene Sozialkomödie, die die Menschen versteht, über die sie erzählt. Der Film ist ein Statement. Haus weg, Garten weg, Auto weg und der Mann auch. Das ist die Situation. Doch Kathi, überdies arbeitslos und alleinerziehend, nimmt ihr Schicksal mit erbarmungslosem Optimismus und rettet sich mit Ironie und Wortwitz über die schlechten Zeiten. Sie ist der Prototyp einer fröhlichen Anarchistin. Hier beweist sich die Drehbuchautorin Laila Stieler erneut als gute Beobachterin, die in Sprache und Stil genau weiß, welches Milieu sie gerade entwirft“.
Tobias Kniebe, Redakteur bei der Süddeutschen Zeitung, befand, Dörrie habe mit Die Friseuse einen „Feelgood-Film über eine sehr dicke Frau gemacht, die sich im Plattenbau wohl fühlt. Ein bizarrer Fall von Autosuggestion. […] In einer Szene, in der ein knallbuntes Friseusen-Ballett seine gewaltig dimensionierten Brüste und Hintern zu alten Discoklängen kreisen lässt, schlägt das Ganze sogar in richtigen Gute-Laune-Terror um. In diesem Moment entstand in meinem Kopf eine bizarre Verschwörungstheorie: Was wäre, fragte ich mich, wenn dieser Film in Wirklichkeit gar nicht von Doris Dörrie ist, sondern von dem auch recht bekannten Filmemacher Andreas Dresen? Dann würde alles plötzlich Sinn ergeben“.

## Erfolg
Die Uraufführung war am 14. Februar 2010 im Friedrichstadtpalast im Rahmen der Berlinale 2010, wo Die Friseuse außerhalb des Wettbewerbs gezeigt wurde. In Deutschland erfolgte der Kinostart am 18. Februar 2010, wo die Komödie zu einem Langzeiterfolg avancierte. Nach dem ersten Vorführwochenende konnte die Produktion zunächst 65.000 Zuschauer in 114 Kinos verbuchen und sich damit auf Rang 13 der deutschen Kinocharts platzieren. In der vierten Vorführwoche erreichte die Komödie erstmals die Top 10, wobei der Kopienschnitt bis April 2010 auf 134 Kinos anstieg. Insgesamt konnte sich Die Friseuse bis September 2019 in den Kinos halten und rund 600.000 Kinobesuchern verzeichnen. Der Film avancierte dadurch zur neunterfolgreichsten deutschen Produktion des Kinojahres 2010. Das Einspielergebnis lag bei 3,7 Millionen Euro.

## Auszeichnungen
Die Deutsche Film- und Medienbewertung verlieh dem Film das Prädikat wertvoll.